# Sphecotheres vieilloti
Sphecotheres vieilloti là một loài chim trong họ Oriolidae.